# Fort Hood (Texas)
Fort Hood (brevemente conhecido como "Forte Cavazos") é uma Região censo-designada localizada no estado norte-americano de Texas, no Condado de Bell e Condado de Coryell.
O forte é uma das instalações do Exército dos Estados Unidos nomeadas em homenagem aos soldados confederados que foi renomeada pela Naming Commission. Em 24 de maio de 2022, a comissão recomendou que o forte fosse renomeado para Fort Cavazos, em homenagem ao general Richard E. Cavazos, um texano nativo e o primeiro general hispânico de quatro estrelas do exército dos Estados Unidos.
Em 10 de junho de 2025, foi anunciado que a base seria renomeada novamente para Fort Hood, desta vez em homenagem ao Coronel Robert B. Hood, um ganhador da Distinguished Service Cross que serviu durante a Primeira Guerra Mundial. A redesignação entrou em vigor em 11 de junho de 2025.

## Demografia
Segundo o censo norte-americano de 2000, a sua população era de 33.711 habitantes.

## Geografia
De acordo com o United States Census Bureau tem uma área de
38,8 km², dos quais 38,7 km² cobertos por terra e 0,1 km² cobertos por água. Fort Hood localiza-se a aproximadamente 282 m acima do nível do mar.

## Localidades na vizinhança
O diagrama seguinte representa as localidades num raio de 20 km ao redor de Fort Hood.